# Puan
Puan là một chi nhện trong họ Oonopidae.

## Hình ảnh

- Tập tin:Escudo-Municipalidad-Puan.jpg